# Идея (роман без слов)
«Идея» (фр. Idée, sa naissance, sa vie, sa mort, «Идея, её рождение, её жизнь, её смерть») — роман без слов фламандского художника Франса Мазереля (1889—1972), написанный в 1920 году. Через восемьдесят три гравюры по дереву книга аллегорически раскрывает идею человека, которая принимает форму обнаженной женщины, выходящей в мир; власти пытаются скрыть её наготу и казнят человека, заступившегося за неё. Её образ распространяется через средства массовой информации, поведя к нарушению общественного строя. Кинорежиссёр Бертольд Бартош сделал анимационную адаптацию в 1932 году.

## Обзор
Художника осеняет идея, которая проявляется в виде обнаженной женщины с длинными черными волосами. Он выставляет её на всеобщее обозрение, но власти, оскорбленные её наготой, гоняют её по городу, чтобы прикрыть обнаженное тело. Мужчина, которого не оскорбляет её нагота, пытается защитить женщину, и они вместе борются с несправедливостью. В итоге, заступившийся за неё был пойман и казнен. Власти уничтожают все книги, изданные с изображением женщины, но она находит всё новые пути распространения через средства массовой информации и нарушает тем самым общественный порядок. Женщина возвращается к художнику, у которого есть новая идея — седовласая женщина. Он помещает в рамку и вешает черноволосую женщину на стену, а седовласую выпускает на всеобщее обозрение.
Аллегорическая книга открыта для интерпретаций. Роман можно рассматривать как отражение процесса появления новы идей и то, как они взаимодействуют с традицией. С точки зрения гендерной проблематики историю можно рассматривать в качестве репрезентации того, как общество и средства массовой информации манипулируют образом женщины, или как обществу угрожают женщины, которые свободно выражают свое мнение.

## История публикации
Книга впервые появилась в 1920 году во французском издательстве Edition Ollendorff под названием Idée, sa naissance, sa vie, sa mort: 83 images, dessinées et gravées sur bois («Идея, её рождение, её жизнь, её смерть: 83 картины, нарисованные и выгравированные по дереву»). Она была напечатана в размере 83 гравюр на дереве размером 9 на 7 сантиметров (3 1/2 × 2 5/8 дюймов) каждая. Из 878 сделанных копий первые 28 были подписаны и пронумерованы вручную и напечатаны на японской имперской бумаге, одна в номере 1-25, а другая A-C. Ещё 50 экземпляров, напечатанных на бумаге Холланда ван Гельдера, были без подписи, но пронумерованы вручную римскими цифрами от I до L. Остальная часть тиража без знака издавалась на английской бумаге.
Немецкий издатель Курт Вольф выпустил в 1924 году популярное издание под немецким названием Die Idee: 83 Holzschitte. Предисловие писателя Германа Гессе предваряло второе издание в 1927 году  Английское издание появилось благодаря Redstone Press в 1986 году в парном издании с «Историей без слов» (1920) под названием «Идея и История без слов: два романа, рассказанные в гравюрах по дереву».

## Наследие
Американский художник Линд Уорд использовал концепцию идеи, пережившей угнетение, в своём романе без слов «Барабан безумца» (1930). Австро-венгерский режиссёр Бертольд Бартош в течение двух лет  работал над анимационной экранизацией «Идеи» в 1932 году. Первоначально Мазерель согласился на сотрудничество в 1930 году, но отказался от производства. В версии Бартоша идея в конце концов потерпела поражение. Историк кино Уильям Мориц назвал его «первым анимационным фильмом, созданным как произведение искусства на серьёзные, даже трагические, социальные и философские темы». Историк Перри Уиллетт писал, что фильм временами неясен и был «несколько разочаровывающим».